# Albă ca Zăpada și cei șapte pitici (film din 1937)
Albă ca Zăpada și cei șapte pitici (în engleză Snow White and the Seven Dwarfs) este un film de animație lansat în 1937, produs de Walt Disney și regizat de David Dodd Hand. Este bazat pe povestirea omonimă a Fraților Grimm. Este primul film din seria de filme animate Disney și filmul de animație clasică cu cele mai importante încasări din toate timpurile.
A fost lansat la 21 decembrie 1937 la „Carthay Circle Theater”.
A fost lansat pe DVD și VHS în 2001 ca o „Ediție de Platină” care a continuat cu alte 12 filme clasice Disney până la finalizarea acesteia în 2009 cu „Pinocchio”. „Albă ca Zăpada și cei Șapte Pitici” a fost relansat într-o nouă serie „Ediție de Diamant” pe Blu Ray și DVD în octombrie 2009, această serie urmând să relanseze toate Edițiile de Platină.

## Prezentare
"În aceasta capodoperă, un permanent antropoforism caracterizează mișcările și expresiile personajelor-animale, a eroilor preluați din basmul fraților Grimm cu atâta fantezie." - E.Fuzellier (Secolul cinematografului, 1989)
Albă ca zăpada este o prințesă a cărei mamă vitregă îi vrea răul, deoarece o invidiază pentru frumusețea sa. Nevoită să fugă de acasă pentru a scăpa cu viață, prințesa nimerește în pădure la căsuța celor 7 pitici, care se ocupau cu mineritul. Ajunsă aici, ea se adăpostește în casa acestora, împrietenindu-se cu ei. Trufașa regină, aflând că prințesa trăiește, pune la cale un plan pentru a o ucide, îi dă un măr otrăvit. Piticii nu reușesc să o salveze, și o înmormântează într-o raclă de cleștar. Când cel mai reușit plan al împărătesei pare dus la bun sfârșit, un prinț își face apariția și schimbă totul.

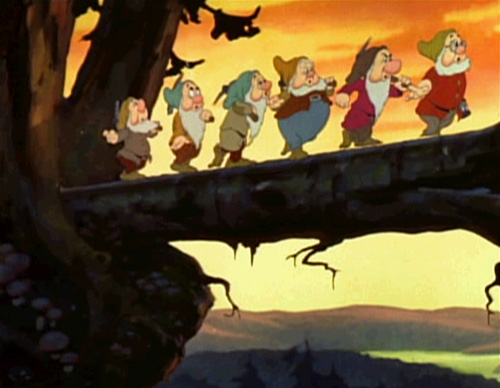
Cei 7 pitici cântând "Săpăm săpăm/Hai ho", scenă din cadrul celei de-a 50-a aniversări a filmului pe DVD și Blu-Ray. Albă ca zăpada este filmul clasat pe locul 49 în Top 100 al celor mai importante filme americane ale tuturor timpurilor. Fotografiile sunt realizate de Frank Churchill, Larrey Morey.

## Personaje și voci
- Adriana Caselotti - Albă ca Zăpada
- Lucille La Verne - Regina
- Roy Atwell - Doc
- Pinto Colvig - Grumpy
- Happy...Otis Harlan
- Sleepy...Pinto Colvig
- Bashful...Scotty Mattraw
- Sneezy...Billy Gilbert
- Dopey...Eddie Collins
- Prințul...Harry Stockwell
- Vânătorul...Stuart Buchanan
- Oglinda magică...Moroni Olsen

## Cântece din film
- I'm Wishing - Albă ca Zăpada, Prințul
- With a Smile and a Song - Albă ca Zăpada
- Whistle While You Work - Albă ca Zăpada
- Heigh-Ho - Piticii
- Bluddle-Uddle-Um-Dum sau The Washing Song - Piticii
- The Silly Song sau The Dwarfs' Yodel Song - Albă ca Zăpada, piticii
- Some Day My Prince Will Come - Albă ca Zăpada

## Premii și nominalizări
- 1938: Nominalizare la Oscar pentru cea mai bună coloană sonoră[4].
- 1938: Premiu la Festivalul Internațional de la Veneția[5].
- 1939: Oscar de onoare (reprezentat de 8 statuete dintre care șapte mici) cu mențiunea „Inovație indiscutabilă în domeniul cinematografic care a fermecat milioane de spectatori și care a deschis vaste perspective cinematografiei”[4], acordat lui Walt Disney de Shirley Temple
- 1983: „Jackie Coogan Award” la Gala Tinerilor Artiști [6].
- 1987: Premiu special la cea de-a 50-a aniversare a filmului[7]
- 1989: Albă ca Zăpada și cei șapte pitici a fost selecționat de Biblioteca Congresului American pentru a figura în Registrul Național de Film[8].
- Albă ca Zăpada și cei șapte pitici este prezent în diferite clasamente stabilite de Institutul American de Film: 
  - este clasat pe locul 49 în Top 100 cele mai mari filme americane[9].
  - Some Day My Prince Will Come este pe locul 29 în clasamentul celor mai mari cântece din cinematografia americană[10].
  - Personajul Regina figuează pe locul 10 în Top 50 eroi și ticăloși ai cinematografiei[11].
  - Filmul este clasat pe primul loc în Top 10 cele mai bune filme de animație[12].